# Ignacio Asúnsolo
Ignacio Asúnsolo (* 15. März 1890 in San José de Parral; † 21. Dezember 1965 in Mexiko-Stadt) war ein mexikanischer Bildhauer.
Neben zahlreichen Denkmälern schuf Asúnsolo unter anderem auch das Original des Ariel-Filmpreises. Sein bekanntestes Denkmal stand an der Universidad Nacional Autónoma de México und stellte Miguel Alemán Valdés dar. Das Denkmal wurde während der Studentenunruhen 1968 gesprengt.

## Weitere Werke
- Mutter-Denkmal, Monterrey
- Vaterschaft-Denkmal, Museo Nacional de Historia, Mexiko-Stadt (1924)
- Schwester-Juana-Denkmal im Innenhof des Secretaría de Educación Pública (1924)
- Obregón-Denkmal in der Avenida Insurgentes, Mexiko-Stadt (1933)
- „La Familia Proletaria“, Instituto Politécnico Nacional, Mexiko-Stadt (1934)
- Francisco-Villa-Denkmal in der Avenida División del Norte, Chihuahua (1957)